# Georg Machnik
Georg Anton Machnik (* 5. August 1935 in Ratibor, Oberschlesien) ist ein deutscher Hepato-Gastroenterologe.

## Leben
Machnik studierte Medizin an der Friedrich-Schiller-Universität Jena. 1959 wurde er nach Anfertigung einer Dissertationsschrift mit dem Titel Die Messung der Algesie mit verschiedenen Rechteckströmen zum Dr. med. promoviert. 1976 erfolgte die Promotion B zum Dr. sc. med. mit einer Arbeit unter dem Titel Hepatose – Hepatitis – Leberzirrhose. Morphologisch-funktionelle Pathologie. 1980 wurde er zum Hochschuldozenten ernannt.
Von 1993 bis 2000 war Machnik Rektor der Friedrich-Schiller-Universität Jena. Sein Nachfolger wurde Karl-Ulrich Meyn.

## Funktionen und Mitgliedschaften
- Mitglieder im Beirat des BStU
- Ernst-Abbe-Kolloquium
- Stadtspeicher Jena e. V.
- Ehrenmitglied der Mitteldeutschen Gesellschaft für Gastroenterologie e. V.

## Schriften
- Hepatose – Hepatitis – Leberzirrhose: morphologisch-funktionelle Pathologie, 1976.
- mit Franz Bolck: Leber und Gallenwege. Springer-Verlag, Berlin / Heidelberg / New York 1978 (= Spezielle pathologische Anatomie. Band 10), ISBN 3-540-08304-9.

## Auszeichnungen
Am 22. November 2000 wurde Machnik der Verdienstorden des Freistaats Thüringen verliehen.